# Капица, Фёдор Сергеевич
Фёдор Сергее́вич Капи́ца (псевдоним Сергей Федоров; 17 августа 1950, Москва — 27 апреля 2017) — российский литературовед, фольклорист, писатель

 и переводчик. Кандидат филологических наук. Сын С. П. Капицы (1928—2012), внук П. Л. Капицы (1894—1984).
Ведущий научный сотрудник отдела древнеславянских литератур ИМЛИ РАН.
Заведующий отдела новостей журнала «В мире науки».

## Биография
В 1975 году окончил филфак МПГУ и аспирантуру в ИМЛИ РАН. В 1975—1977 годах работал в отделе редких книг и комплектования Государственной библиотеке им. В. И. Ленина, читал курс фольклора на филфаке МПГУ, на факультете журналистики, литературы и искусства УРАО и МПГУ. С 1982 года научный сотрудник отдела фольклора ИМЛИ РАН.
В 1987 году защитил диссертацию на степень кандидата филологических наук по теме «„Повесть о Еруслане Лазаревиче“ как образец жанра сказочной воинской повести XVII века».
Ведущий научный сотрудник отдела фольклора ИМЛИ РАН с 1997 года, с 2004 года — в отделе древнеславянских литератур.
С 2002 года являлся заведующим отделом новостей журнала «В мире науки», где главным редактором был его отец С. П. Капица
Умер 27 апреля 2017 года. Прах захоронен в колумбарии на Николо-Архангельском кладбище.

## Литературная деятельность
В печати выступает с 1982 года. Автор более 120 научных работ по древнерусской литературе, русскому фольклору и этнографии, славянскому язычеству и народному православию, истории колдовства и детской литературе. Автор множества переводов; статей в биографических, энциклопедических словарях и учебниках «Все обо всех» (1996—1999; Т. 1-14), «Все обо всем» (М., 1994—1999; Т. 8-17), «Писатели нашего детства» (М., 1997), «Русские детские писатели XX века» (М., 1997), «История древнерусской литературы» (М., 2005), «Русская проза конца XX века» (М., 2005) и др.
Регулярно публиковался в журналах «В мире науки» (Scientific American), «РЖ», газетах «Книжное обозрение», «Учительская газета».
Член Союза журналистов РФ и Международной федерации журналистов с 2003 года, Московского объединения литераторов Союза литераторов (МОЛ СЛ РФ) с 2004 года, Союза переводчиков РФ с 2005 года.
Соавтором часто была его жена Т. М. Колядич, доктор филологических наук, профессор МПГУ, ведущая рубрики в журнале «В мире науки».

## Награды
- Президентская премия «Открытая книга России» в номинации «Учёный», 2011[9].

## Семья
- Прадед — Л. П. Капица, генерал-майор инженерного корпуса фортов Кронштадта.
- Дед — знаменитый учёный-физик П. Л. Капица.
- Отец — известный учёный и телеведущий С. П. Капица.
- Дядя — А. П. Капица, советский географ и геоморфолог, член-корреспондент АН СССР с 1970 года.

Среди предков Фёдора Капицы — академик А. Н. Крылов, И. И. Стебницкий, М. И. Пчельников, С. И. и профессор Д. С. Зерновы.
- Жена — Т. М. Колядич[10], д-р филол. наук, профессор МПГУ, соавтор книг, ведущая рубрики в журнале «В мире науки».
- Дочь — Вера, научный сотрудник отдела рукописей ИМЛИ РАН (с 2002) и заведующая читальным залом (с 2007 года).